# 61e méridien ouest
En géographie, le 61e méridien ouest est le méridien joignant les points de la surface de la Terre dont la longitude est égale à 61° ouest.

## Géographie

### Dimensions
Comme tous les autres méridiens, la longueur du 61e méridien correspond à une demi-circonférence terrestre, soit 20 003,932 km. Au niveau de l'équateur, il est distant du méridien de Greenwich de 6 790 km,.
Avec le 119e méridien est, il forme un grand cercle passant par les pôles géographiques terrestres.

## Régions traversées
En commençant par le pôle Nord et descendant vers le sud au pôle Sud, Le 61e méridien ouest passe par:
| Coordonnées          | Pays, territoire ou mer | Notes |
| -------------------- | ----------------------- | --- |
| 90° 00′ N, 61° 00′ O | Océan Arctique          | Passe juste à l'est de l'Île d'Ellesmere, Nunavut, Canada (à 82° 21′ N, 61° 07′ O) |
| 83° 26′ N, 61° 00′ O | Mer de Lincoln          | |
| 81° 50′ N, 61° 00′ O | Groenland               | Péninsule Hall (en) |
| 76° 03′ N, 61° 00′ O | Mer de Baffin           | |
| 70° 00′ N, 61° 00′ O | Détroit de Davis        | Passe juste à l'est de Île de Baffin, Nunavut, Canada (à 66° 37′ N, 61° 15′ O) |
| 60° 00′ N, 61° 00′ O | Océan Atlantique        | Mer du Labrador |
| 56° 07′ N, 61° 00′ O | Canada                  | Terre-Neuve-et-Labrador — Labrador Quebec — à partir de 52° 00′ N, 61° 00′ O |
| 50° 12′ N, 61° 00′ O | Golfe du Saint-Laurent  | |
| 46° 39′ N, 61° 00′ O | Canada                  | Nouvelle-Écosse — Île du Cap-Breton and Isle Madame |
| 45° 30′ N, 61° 00′ O | Baie de Chedabouctou    | |
| 45° 20′ N, 61° 00′ O | Canada                  | Nouvelle-Écosse |
| 45° 16′ N, 61° 00′ O | Océan Atlantique        | Passe juste à l'est de l'île de la La Désirade, Guadeloupe, France (à 16° 20′ N, 61° 00′ O) Passe juste à l'est de l'île de Marie-Galante, Guadeloupe, France (at 15° 56′ N, 61° 11′ O) Passe juste à l'est de l'île de la Dominique (à 15° 19′ N, 61° 15′ O)                                                    |
| 14° 48′ N, 61° 00′ O | France                  | Martinique |
| 14° 28′ N, 61° 00′ O | Océan Atlantique        | Canal de Sainte-Lucie |
| 14° 01′ N, 61° 00′ O | Sainte-Lucie            | |
| 13° 45′ N, 61° 00′ O | Océan Atlantique        | Passe juste à l'est de l'île de Saint Vincent, Saint-Vincent-et-les-Grenadines (à 13° 17′ N, 61° 07′ O) Passe juste à l'est de l'île de Baliceaux, Saint-Vincent-et-les-Grenadines (à 12° 57′ N, 61° 07′ O) PPasse juste à l'est de l'île de Moustique, Saint-Vincent-et-les-Grenadines (à 12° 53′ N, 61° 10′ O) |
| 10° 50′ N, 61° 00′ O | Trinité-et-Tobago       | Île de la Trinité |
| 10° 42′ N, 61° 00′ O | Océan Atlantique        | |
| 10° 21′ N, 61° 00′ O | Trinité-et-Tobago       | Île de la Trinité |
| 10° 08′ N, 61° 00′ O | Océan Atlantique        | |
| 9° 33′ N, 61° 00′ O  | Venezuela               | |
| 6° 44′ N, 61° 00′ O  | Guyana                  | Territoire revendiqué par le Venezuela |
| 5° 31′ N, 61° 00′ O  | Venezuela               | |
| 4° 31′ N, 61° 00′ O  | Brésil                  | Roraima Amazonie — from 0° 33′ S, 61° 00′ O Mato Grosso — à partir de 8° 46′ S, 61° 00′ O Rondônia — à partir de 10° 59′ S, 61° 00′ O |
| 13° 32′ S, 61° 00′ O | Bolivie                 | |
| 19° 31′ S, 61° 00′ O | Paraguay                | |
| 23° 47′ S, 61° 00′ O | Argentine               | |
| 38° 59′ S, 61° 00′ O | Océan Atlantique        | |
| 51° 47′ S, 61° 00′ O | Malouines               | Île Weddell et la Grande Malouine — revendiquées par l' Argentine |
| 52° 04′ S, 61° 00′ O | Océan Atlantique        | |
| 60° 00′ S, 61° 00′ O | Océan Austral           | |
| 62° 37′ S, 61° 00′ O | Îles Shetland du Sud    | Île Livingston — Liste des territoires revendiqués par l' Argentine, le Chili et le Royaume-Uni |
| 62° 40′ S, 61° 00′ O | Océan Austral           | Passe juste à l'ouest de Île Trinity |
| 64° 03′ S, 61° 00′ O | Antarctique             | Péninsule Antarctique — Liste des territoires revendiqués par l' Argentine, le Chili et le Royaume-Uni |
| 74° 31′ S, 61° 00′ O | Océan Austral           | Mer de Weddell |
| 75° 08′ S, 61° 00′ O | Antarctique             | Liste des territoires revendiqués par l' Argentine, le Chili et le Royaume-Uni |